# Ramnes
Ramnes, a la mitologia romana, és l'home que donà nom a la tribu dels ramnes, que juntament amb la dels tities i els luceres, formava el conjunt de les tres tribus romanes primitives que van fundar Roma.
Coneixem Ramnes per Virgili, que a l'Eneida explica que era un àugur de l'exèrcit rútul a les ordres de Turn. Va morir a mans de Nisos, el company d'Eneas.